# Mécia Lopes de Haro
Mécia Lopes de Haro, född 1215, död 1270, var en portugisisk drottning; gift med kung Sancho II av Portugal. 
Hon var dotter till den kastilianska adelsmannen Lope Díaz II de Haro, herre av Biscay, och Urraca Alfonso de León: hennes mor var illegitim dotter till kung Alfons IX av León. 
Hon gifte sig 1234 med den kastilianska adelsmannen Álvaro Pérez de Castro (d. 1240). Paret var barnlöst. 
Hon gifte sig andra gången med sin mors kusin kung Sancho II av Portugal. Det exakta datumet är okänt, men det nämns inte i mars 1243 och dokumenteras som ett faktum 1245. Äktenskapet var inte populärt i Portugal. Mécia var änka istället för oskuld, hon var inte kunglig, hon var släkt med kungen, och hon var kastilianare och omgav sig med ett kastilianskt hushåll. 
Paret fick inga barn. Hennes svåger prins Alfons ansökte 1245 framgångsrikt om att få påven att annullera äktenskapet eftersom Sancho var Mecias mors kusin. Detta underminerade kungens redan instabila position. På uppdrag av Alfons kidnappades Mécia av Raimundo Viegas de Portocarreiro, som förde henne till Ourém, varefter Sancho abdikerade och flydde landet. 
Mécia Lopes de Haro blev änka 1248. Hon bodde en tid kvar i Ourém, där hon ägde land och gjorde donationer. Efter 1257 tycks hon ha varit bosatt i Kastilien, där hon avled 1270.